# Posłowie na Sejm Polskiej Rzeczypospolitej Ludowej VIII kadencji
Posłowie na Sejm Polskiej Rzeczypospolitej Ludowej VIII kadencji zostali wybrani podczas wyborów parlamentarnych, które odbyły się w dniu 23 marca 1980.
Pierwsze posiedzenie odbyło się 2 kwietnia 1980, a ostatnie, 70. – 31 lipca 1985. Kadencja Sejmu trwała od 23 marca 1980 do 31 sierpnia 1985. Pierwotnie miała upłynąć 23 marca 1984 (po 4 latach od dnia poprzednich wyborów), jednak została przedłużona na mocy ustaw konstytucyjnych z 13 lutego 1984 oraz 3 grudnia 1984.
Kluby i koła na pierwszym posiedzeniu Sejmu VIII kadencji i stan na koniec kadencji.
| \| Ugrupowanie polityczne \| Ugrupowanie polityczne \| III 1980 \| VIII 1985 \| +/– \| \| ---------------------- \| ---------------------------------------- \| -------- \| --------- \| --- \| \| \| Polska Zjednoczona Partia Robotnicza \| 261 \| 250 \| 11 \| \| \| Zjednoczone Stronnictwo Ludowe \| 113 \| 113 \| \| \| \| Stronnictwo Demokratyczne \| 37 \| 36 \| 1 \| \| \| Stowarzyszenie „Pax” \| 7 \| 7 \| \| \| \| Chrześcijańskie Stowarzyszenie Społeczne \| 5 \| 4 \| 1 \| \| \| Polski Związek Katolicko-Społeczny[a] \| 5 \| 4 \| 1 \| \| \| Niestowarzyszeni[b] \| 32 \| 37 \| 5 \| \| Razem \| Razem \| 460 \| 451 \| 451 \| | Podział 460 mandatów: PZPR: 261 ZSL: 113 SD: 37 Pozostali: 49 |          |           |     |
| Ugrupowanie polityczne | Ugrupowanie polityczne                                        | III 1980 | VIII 1985 | +/– |
| | Polska Zjednoczona Partia Robotnicza                          | 261      | 250       | 11  |
| | Zjednoczone Stronnictwo Ludowe                                | 113      | 113       |     |
| | Stronnictwo Demokratyczne                                     | 37       | 36        | 1   |
| | Stowarzyszenie „Pax”                                          | 7        | 7         |     |
| | Chrześcijańskie Stowarzyszenie Społeczne                      | 5        | 4         | 1   |
| | Polski Związek Katolicko-Społeczny                            | 5        | 4         | 1   |
| | Niestowarzyszeni                                              | 32       | 37        | 5   |
| Razem | Razem                                                         | 460      | 451       | 451 |

## Prezydium Sejmu VIII kadencji
| Poseł                                                               | Poseł               | Funkcja                                     | Klub                                        | Czas pełnienia funkcji | Czas pełnienia funkcji | Czas pełnienia funkcji |
| Poseł                                                               | Poseł               | Funkcja                                     | Klub                                        | Od                     | Do                     |                        |
| ------------------------------------------------------------------- | ------------------- | ------------------------------------------- | ------------------------------------------- | ---------------------- | ---------------------- | ---------------------- |
|                                                                     | Jerzy Ziętek        | Marszałek senior                            | KP Polskiej Zjednoczonej Partii Robotniczej | 2 kwietnia 1980(dts)   | 2 kwietnia 1980(dts)   |                        |
| Marszałek senior przewodniczy obradom Sejmu przed wyborem Prezydium |                     |                                             |                                             |                        |                        |                        |
|                                                                     | Stanisław Gucwa     | Marszałek Sejmu                             | KP Zjednoczonego Stronnictwa Ludowego       | 2 kwietnia 1980(dts)   | 31 sierpnia 1985(dts)  |                        |
|                                                                     | Halina Skibniewska  | Wicemarszałek Sejmu                         | bezpartyjna                                 | 2 kwietnia 1980(dts)   | 31 sierpnia 1985(dts)  |                        |
|                                                                     | Piotr Stefański     | Wicemarszałek Sejmu                         | KP Stronnictwa Demokratycznego              | 2 kwietnia 1980(dts)   | 31 sierpnia 1985(dts)  |                        |
|                                                                     | Andrzej Werblan     | Wicemarszałek Sejmu                         | KP Polskiej Zjednoczonej Partii Robotniczej | 2 kwietnia 1980(dts)   | 21 lipca 1982(dts)     |                        |
| Zbigniew Gertych                                                    | Wicemarszałek Sejmu | KP Polskiej Zjednoczonej Partii Robotniczej | 21 lipca 1982(dts)                          | 31 sierpnia 1985(dts)  |                        |                        |
|                                                                     | Jerzy Ozdowski      | Wicemarszałek Sejmu                         | bezpartyjny                                 | 21 lipca 1982(dts)     | 31 sierpnia 1985(dts)  |                        |

## Przynależność klubowa

### Stan na koniec kadencji
Posłowie VIII kadencji zrzeszeni byli w następujących klubach i kołach poselskich:
- Klub Poselski Polskiej Zjednoczonej Partii Robotniczej – 250 posłów, przewodniczący klubu Kazimierz Barcikowski[8][9],
- Klub Poselski Zjednoczonego Stronnictwa Ludowego – 113 posłów, przewodniczący klubu Bolesław Strużek[9][10],
- Klub Poselski Stronnictwa Demokratycznego – 36 posłów, przewodniczący klubu Jan Fajęcki[9][11],
- Koło Poselskie PAX – 7 posłów, przewodniczący koła Zenon Komender[9][12],
- Koło Poselskie Chrześcijańskiego Stowarzyszenia Społecznego – 4 posłów, przewodniczący koła Kazimierz Morawski[9],
- Koło Poselskie Polskiego Związku Katolicko-Społecznego – 4 posłów, przewodniczy koła Janusz Zabłocki[9],
- Posłowie bezpartyjni – 37 posłów[9].

| Klub Poselski Polskiej Zjednoczonej Partii Robotniczej | Klub Poselski Polskiej Zjednoczonej Partii Robotniczej | Klub Poselski Polskiej Zjednoczonej Partii Robotniczej | Klub Poselski Polskiej Zjednoczonej Partii Robotniczej |
| --- | --- | --- | --- |
| | | | |
| - Leonarda Antonowicz - Edward Bajda - Józef Bańkowski - Stanisław Baranik - Kazimierz Barcikowski - Józef Barecki - Jadwiga Becelewska - Włodzimierz Berutowicz - Zbigniew Białecki - Zbigniew Białecki - Hieronim Blaszyński - Stefan Bołoczko - Andrzej Bończak - Jan Braś - Stefania Bruzda - Janusz Brych - Ryszard Bryk - Helena Budzisz - Stanisław Choma - Kazimierz Chromy - Zenon Chudy - Stanisław Ciechan - Stanisław Ciosek - Maria Ciszewska - Kazimierz Cupisz - Gertruda Czarnecka - Eugeniusz Czepiel - Wiesław Czernik - Gustaw Czerwik - Zdzisław Czeszejko-Sochacki - Paweł Dąbek - Krystyn Dąbrowa - Czesław Dembiński - Wanda Dietrich - Wit Drapich - Zdzisław Drewniowski - Krystyna Dukielska - Stefan Dziedzic - Tadeusz Fiszbach - Stefan Fiuk - Zdzisław Fogielman - Kazimierz Frątczak - Adam Fuszara - Stanisław Gabrielski - Witold Gadomski - Stanisław Gaertig - Tadeusz Gajda - Franciszka Galbierz-Krośniak - Stanisław Gałecki - Bolesław Gałek - Maria Gawlik - Andrzej Gawłowski - Bogdan Gawroński - Zbigniew Gertych - Aleksander Gertz - Stanisław Gębala - Zbigniew Głowacki - Leon Gmur - Jerzy Gołaczyński - Roman Góral - Józef Górniak - Lech Grobelny - Jerzy Grochmalicki | - Stefan Grodziński - Franciszek Grolewski - Karol Gruber - Wiktor Gruca - Zofia Grzebisz-Nowicka - Ryszard Gwizdała - Tadeusz Haładaj - Krystyna Jabłońska - Henryk Jabłoński - Władysława Jabrzyk - Lidia Jackiewicz-Kozanecka - Mieczysław Jagielski - Ludwik Janczyszyn - Wojciech Jaruzelski - Kazimierz Jezierski - Zygmunt Jędrzejewski - Władysław Jonkisz - Jan Kaczorowski - Irena Kalicka - Stanisław Kamieniarz - Jan Kamiński - Władysław Kandefer - Stanisław Kania - Bolesław Kapitan - Zygmunt Karchuć - Alojzy Karkoszka - Jerzy Kaźmierczak - Eugenia Kempara - Kazimierz Klęk - Józef Kolat - Jan Konieczny - Jan Konieczny - Marian Konieczny - Artur Kopański - Stanisław Kopera - Ryszard Koperski - Jerzy Korzonek - Henryk Kostecki - Jadwiga Kowalska - Władysław Kozdra - Władysław Kruczek - Władysław Kruk - Barbara Krzemień - Jan Kubit - Stanisław Kukuryka - Dobromiła Kulińska - Zenona Kuranda - Helena Kurnatowska - Zdzisław Kurowski - Jadwiga Kurzawińska - Daniela Kwiatkowska - Jerzy Kwiatkowski - Lesław Laskowski - Anna Lehmann - Jan Lembas - Jan Leś - Irena Lipińska - Roman Lipowicz - Edmund Listewnik - Marian Liszka - Tadeusz Lubiejewski - Zdzisław Luciński - Jerzy Lutomski | - Ryszard Łabuś - Zygmunt Łapiński - Maria Łapuć - Janina Łęgowska - Tadeusz Łodykowski - Jadwiga Łokkaj - Adam Łopatka - Mieczysław Łubiński - Wanda Łużna - Bożena Maciejewska - Jarema Maciszewski - Barbara Majzel - Zdzisław Malicki - Edmund Malon - Stefan Markowski - Józef Masny - Józefa Matyńkowska - Ludwik Maźnicki - Eugeniusz Mąka - Alojzy Melich - Kazimierz Męcik - Danuta Mianowska - Klemens Michalik - Jolanta Morawska - Zofia Mroczka - Ryszard Najsznerski - Jerzy Nawrocki - Zenon Nawrot - Franciszek Nowak - Karol Nowak - Andrzej Oborzyński - Franciszek Odrzywolski - Stanisław Olecki - Włodzimierz Oliwa - Tadeusz Olszewski - Józefa Orłowska - Piotr Oziębło - Stanisława Paca - Czesław Paluch - Irena Pasternak - Walerian Pasternak - Józef Pińkowski - Henryk Piotrowski - Adolf Piszczek - Kazimiera Plezia - Urszula Płażewska - Antoni Połowniak - Tadeusz Porębski - Helena Porycka - Janusz Prokopiak - Zbigniew Pruszkowski - Janusz Przymanowski - Mieczysław Rakowski - Jacek Ramian - Henryk Rapacewicz - Olga Rewińska - Kazimierz Rokoszewski - Tadeusz Rostkowski - Mieczysław Róg-Świostek - Roman Rurański - Elżbieta Rutkowska - Tadeusz Sadura - Włodzimierz Sawczuk | - Danuta Serafin - Antoni Seta - Franciszek Sielańczuk - Zdzisław Sikorski - Florian Siwicki - Mirosław Skalski - Stanisław Składowski - Edmund Skoczylas - Piotr Skórzewski - Józef Słuszczak - Kazimierz Smuda - Jerzy Smyczyński - Ryszard Socha - Krystyna Sokołowska - Marian Sokołowski - Irena Sroczyńska - Roman Stachoń - Marianna Staniewska - Tadeusz Stasiak - Marianna Strzyżewska - Henryk Szafrański - Wilhelm Szewczyk - Waldemar Szpaliński - Zenon Szulc - Edward Szymański - Franciszek Tekliński - Felicja Tomiak - Krzysztof Trębaczkiewicz - Alfred Urbaniec - Józef Urbanowicz - Tadeusz Urbański - Bogusław Utracki - Józef Użycki - Jerzy Waszczuk - Stanisław Wawrzeń - Andrzej Werblan - Karol Węglarzy - Bronisław Więcek - Jan Wilczek - Zdzisław Wilk - Henryk Wiśniewski - Jerzy Wojciechowski - Ryszard Wojna - Edmund Wojnowski - Jerzy Wojtecki - Lidia Wołowiec - Maria Woźniak - Tadeusz Woźniczka - Stanisław Wroński - Zenon Wróblewski - Zdzisław Wydrzyński - Zdzisław Zabłotny - Sylwester Zawadzki - Zbigniew Zieliński - Jerzy Ziętek - Mieczysław Ziętek - Jerzy Zygmanowski - Andrzej Żabiński - Władysław Żelazny - Marian Żołnierczyk - Józef Żymankowski |
| Klub Poselski Zjednoczonego Stronnictwa Ludowego | | | |
| | | | |
| - Stanisław Adamiak - Wanda Adamska - Czesław Artyszuk - Szymon Bala - Janina Banasik - Wiesław Baska - Anna Bernat - Jadwiga Biernat - Stefan Biskupski - Władysław Cabaj - Józef Cebula - Longin Cegielski - Marianna Chałabis - Jadwiga Cichocka - Jan Czapiewski - Kazimiera Czechowska - Stanisław Czerniej - Wacław Czyżewski - Franciszek Dąbal - Mieczysław Derejski - Bolesław Doktór - Bogusław Droszcz - Dorota Duda - Edward Duda - Maria Dulska - Edward Dzięgiel - Stanisław Faron - Kazimierz Fortuna - Henryka Frąc | - Jerzy Gralewicz - Henryk Grencel - Józef Gryszka - Jerzy Grzybczak - Stanisław Gucwa - Antoni Gulij - Edward Harasim - Krystyna Hosiawa - Bolesław Hundt - Marian Jakubczak - Władysław Janik - Zofia Kalisz - Marian Karasek - Roman Karolak - Jadwiga Kiełczyńska - Tadeusz Klofik - Irena Koleśnik - Emil Kołodziej - Henryka Kołodziej - Walenty Kołodziejczyk - Zenon Komorowski - Antoni Korzycki - Czesław Krakówko - Józef Krotiuk - Feliks Krzemiński - Władysław Kupiec - Leonard Kupka - Bernard Kus - Stefan Kusz | - Czesław Kwietniewski - Alojzy Langner - Felicjanna Lesińska - Witold Lipski - Ferdynand Łukaszek - Stanisław Maciejewski - Tadeusz Maj - Roman Malinowski - Michał Markowicz - Jerzy Mastalerczyk - Krystyna Mazur - Czesław Mądry - Jan Mełgieś - Teresa Michalska - Waldemar Michna - Józef Mucha - Alfreda Mularczyk - Władysława Obidoska - Zofia Olejnik - Marianna Oleśkiewicz - Tadeusz Orlof - Henryk Orzechowski - Bronisław Owsianik - Józef Ozga-Michalski - Wacława Papiewska - Teresa Pietraszkiewicz - Tadeusz Pizoń - Maria Prus - Henryk Rafalski | - Genowefa Rejman - Pelagia Rek - Bernard Rośkiewicz - Barbara Rytych - Mieczysław Rzepiela - Franciszek Sadurski - Antoni Samborski - Józef Serafin - Halina Sienkiewicz - Jan Słomiński - Czesław Słowek - Agnieszka Smolicz-Pytlik - Ludomir Stasiak - Bolesław Strużek - Zygmunt Surowiec - Janina Szczepańska - Barbara Szulc - Jerzy Szymanek - Jakub Talewski - Bogdan Walerczyk - Ignacy Wall - Antoni Wesołowski - Bernard Widera - Alina Wiśniewska - Maria Wrzyszcz - Kazimierz Zdonek |
| Klub Poselski Stronnictwa Demokratycznego | | | |
| | | | |
| - Łukasz Balcer - Alojzy Bryl - Maria Budzanowska - Hanna Buśko - Eugeniusz Czuliński - Jan Dihm - Jan Fajęcki - Marceli Faska - Jadwiga Giżycka-Koprowska | - Jan Janowski - Jerzy Jóźwiak - Zdzisław Jusis - Tadeusz Kałasa - Barbara Koziej-Żukowa - Marianna Kwiatkowska - Bogdan Łysak - Krystyna Marszałek-Młyńczyk - Halina Minkisiewicz-Latecka | - Tadeusz Młyńczak - Cecylia Moderacka - Zdzisław Pukorski - Józef Różański - Zbigniew Rudnicki - Ryszard Sawko - Jan Słomski - Tadeusz Stadniczeńko - Henryk Stawski | - Piotr Stefański - Szczepan Styranowski - Zdzisława Sudyka - Gustaw Śliwa - Mieczysław Tarnawa - Krystyna Wawrzynowicz - Edward Wiśniewski - Józef Wojtala - Edward Zgłobicki |
| Koło Poselskie PAX | | | |
| | | | |
| - Witold Jankowski - Alfons Klafkowski | - Zenon Komender - Ryszard Reiff | - Mieczysław Stachura - Janusz Stefanowicz | - Jan Waleczek |
| Koło Poselskie Polskiego Związku Katolicko-Społecznego | | | |
| | | | |
| - Wacław Auleytner | - Rudolf Buchała | - Janusz Zabłocki | - Zbigniew Zieliński |
| Koło Posłów Chrześcijańskiego Stowarzyszenia Społecznego | | | |
| | | | |
| - Kazimierz Morawski | - Kazimierz Orzechowski | - Stanisław Rostworowski | - Zdzisław Pilecki |
| Posłowie bezpartyjni | | | |
| | | | |
| - Halina Auderska - Ryszard Bohr - Jan Bojarski - Gertruda Borucka - Romuald Bukowski - Danuta Cieplińska - Apolonia Czernik - Halina Daniszewska - Helena Galus - Barbara Gawdulska | - Bożena Hager-Małecka - Helena Jagiełowicz-Gawle - Krystyna Jandy-Jendrośka - Eryk Klasek - Zbigniew Kledecki - Janina Kłossowska - Tadeusz Koszarowski - Halina Koźniewska - Danuta Maszczyk - Edmund Męclewski | - Edmund Osmańczyk - Jerzy Ozdowski - Anna Pławska - Witold Saczuk - Maria Sarnik-Konieczna - Józef Sawajner - Kazimierz Secomski - Mieczysław Serwiński - Dorota Simonides - Halina Skibniewska | - Hanna Suchocka - Jan Szczepański - Henryk Świderski - Stanisław Trojanowski - Barbara Tumułka - Witold Zakrzewski - Wojciech Żukrowski |

### Posłowie, których mandat wygasł w trakcie VIII kadencji (54 posłów)
| Poseł                 | Poseł                     | Data wygaśnięcia mandatu  | Przyczyna                    | Następca                     | Następca                     |
| --------------------- | ------------------------- | ------------------------- | ---------------------------- | ---------------------------- | ---------------------------- |
|                       | Edward Babiuch            | 19 grudnia 1980(dts)      | zrzeczenie się mandatu       |                              | Jerzy Lutomski               |
| Edward Gierek         | 19 grudnia 1980(dts)      | zrzeczenie się mandatu    | Daniela Kwiatkowska          |                              |                              |
| Piotr Jaroszewicz     | 19 grudnia 1980(dts)      | zrzeczenie się mandatu    | Marian Grudzień              |                              |                              |
| Jerzy Łukaszewicz     | 19 grudnia 1980(dts)      | zrzeczenie się mandatu    | Danuta Mianowska             |                              |                              |
| Tadeusz Pyka          | 19 grudnia 1980(dts)      | zrzeczenie się mandatu    | Kazimierz Jezierski          |                              |                              |
| Jan Szydlak           | 19 grudnia 1980(dts)      | zrzeczenie się mandatu    | Andrzej Oborzyński           |                              |                              |
| Tadeusz Wrzaszczyk    | 19 grudnia 1980(dts)      | zrzeczenie się mandatu    | Stefan Grodziński            |                              |                              |
| Zdzisław Żandarowski  | 19 grudnia 1980(dts)      | zrzeczenie się mandatu    | Ryszard Gwizdała             |                              |                              |
| Rudolf Juzek          | 5 lutego 1981(dts)        | śmierć                    |                              | Leonard Kupka                |                              |
| Andrzej Borkowski     | 30 lipca 1981(dts)        | zrzeczenie się mandatu    |                              | Wincenty Jesionowski         |                              |
| Józef Buziński        | 30 lipca 1981(dts)        | zrzeczenie się mandatu    | Franciszka Galbierz-Krośniak |                              |                              |
| Zbigniew Chodyła      | 30 lipca 1981(dts)        | zrzeczenie się mandatu    | Edmund Niedzielski           |                              |                              |
| Stanisław Cieślik     | 30 lipca 1981(dts)        | zrzeczenie się mandatu    | Tadeusz Urbański             |                              |                              |
| Ryszard Dziopak       | 30 lipca 1981(dts)        | zrzeczenie się mandatu    |                              | Bolesław Doktór              |                              |
| Zdzisław Grudzień     | 30 lipca 1981(dts)        | zrzeczenie się mandatu    |                              | Jan Braś                     |                              |
| Kazimierz Janiak      | 30 lipca 1981(dts)        | zrzeczenie się mandatu    | Stanisław Olecki             |                              |                              |
| Władysław Juszkiewicz | 30 lipca 1981(dts)        | zrzeczenie się mandatu    | Zbigniew Dąbrowski           |                              |                              |
| Bolesław Koperski     | 30 lipca 1981(dts)        | zrzeczenie się mandatu    | Andrzej Gawłowski            |                              |                              |
| Leon Kotarba          | 30 lipca 1981(dts)        | zrzeczenie się mandatu    | Eugeniusz Czepiel            |                              |                              |
| Alfred Kowalski       | 30 lipca 1981(dts)        | zrzeczenie się mandatu    | Henryk Grencel               |                              |                              |
| Stanisław Kulesza     | 30 lipca 1981(dts)        | zrzeczenie się mandatu    | Edmund Skoczylas             |                              |                              |
| Zdzisław Legomski     | 30 lipca 1981(dts)        | zrzeczenie się mandatu    | Jan Wilczek                  |                              |                              |
| Józef Majchrzak       | 30 lipca 1981(dts)        | zrzeczenie się mandatu    |                              | Władysław Janik              |                              |
| Stanisław Serwicki    | 30 lipca 1981(dts)        | zrzeczenie się mandatu    |                              | Wanda Łużna                  |                              |
| Jerzy Zasada          | 30 lipca 1981(dts)        | zrzeczenie się mandatu    |                              | mandat pozostał nieobsadzony |                              |
| Bronisław Antczak     | 30 sierpnia 1981(dts)     | śmierć                    |                              | Helena Budzisz               |                              |
| Stefan Poznański      | 2 stycznia 1982(dts)      | śmierć                    |                              | Jan Bojarski                 |                              |
| Ludwik Drożdż         | 25 stycznia 1982(dts)     | zrzeczenie się mandatu    |                              | Tadeusz Gajda                |                              |
| Józef Grygiel         | 25 stycznia 1982(dts)     | zrzeczenie się mandatu    |                              | Halina Daniszewska           |                              |
| Józef Haensel         | 25 stycznia 1982(dts)     | zrzeczenie się mandatu    |                              | Kazimierz Smuda              |                              |
| Mieczysław Hebda      | 25 stycznia 1982(dts)     | zrzeczenie się mandatu    | Czesław Kamiński             |                              |                              |
| Stanisław Kowalczyk   | 25 stycznia 1982(dts)     | zrzeczenie się mandatu    | Roman Lipowicz               |                              |                              |
|                       | Franciszek Gesing         | 14 lutego 1982(dts)       | śmierć                       |                              | mandat pozostał nieobsadzony |
|                       | Gustaw Holoubek           | 26 lutego 1982(dts)       | zrzeczenie się mandatu       |                              | Piotr Oziębło                |
|                       | Emil Wojtaszek            | 26 lutego 1982(dts)       | zrzeczenie się mandatu       |                              | Jan Dihm                     |
|                       | Władysław Gębczyk         | 29 marca 1982(dts)        | śmierć                       |                              | Alfred Urbaniec              |
|                       | Jerzy Bukowski            | 1 czerwca 1982(dts)       | śmierć                       | Zdzisław Wilk                |                              |
|                       | Czesław Kamiński          | 28 lipca 1982(dts)        | śmierć                       | Wiktor Gruca                 |                              |
| Ryszard Hajduk        | 25 listopada 1982(dts)    | śmierć                    |                              | Bolesław Hundt               |                              |
| Wincenty Jesionowski  | 13 stycznia 1983(dts)     | śmierć                    |                              | Janina Kłossowska            |                              |
|                       | Jan Malec                 | 29 stycznia 1983(dts)     | śmierć                       |                              | Czesław Paluch               |
| Izydor Adamski        | 24 lutego 1983(dts)       | śmierć                    | Lesław Laskowski             |                              |                              |
|                       | Edmund Niedzielski        | 20 marca 1983(dts)        | śmierć                       |                              | Józef Gryszka                |
|                       | Wojciech Kętrzyński       | 2 lipca 1983(dts)         | śmierć                       |                              | mandat pozostał nieobsadzony |
|                       | Zbigniew Dąbrowski        | 8 lipca 1983(dts)         | śmierć                       |                              | Czesław Krakówko             |
|                       | Józef Kijowski            | 18 lipca 1983(dts)        | śmierć                       |                              | mandat pozostał nieobsadzony |
|                       | Marian Grudzień           | 26 września 1983(dts)     | śmierć                       |                              | Ryszard Sawko                |
| Eugeniusz Bialic      | 25 października 1983(dts) | śmierć                    |                              | Artur Kopański               |                              |
|                       | Edward Korus              | 2 listopada 1983(dts)     | śmierć                       | Maria Woźniak                |                              |
|                       | Józef Jędo                | 6 czerwca 1984(dts)       | śmierć                       |                              | mandat pozostał nieobsadzony |
|                       | Karol Małcużyński         | 13 czerwca 1984(dts)      | śmierć                       | mandat pozostał nieobsadzony |                              |
|                       | Zdzisław Tomal            | 18 sierpnia 1984(dts)     | śmierć                       | mandat pozostał nieobsadzony |                              |
|                       | Maciej Szczepański        | 19 października 1984(dts) | pozbawienie praw publicznych | mandat pozostał nieobsadzony |                              |
| Tadeusz Juśkiewicz    | 27 stycznia 1985(dts)     | śmierć                    | mandat pozostał nieobsadzony |                              |                              |